# Geschichte der Zeugen Jehovas
Die Zeugen Jehovas sind eine christliche, chiliastisch ausgerichtete und nichttrinitarische Religionsgemeinschaft, die um 1870 in den USA entstand.

## Ursprung

Geschichtliche Darstellung der Bibelforscherbewegung

Der Ursprung der Zeugen Jehovas war der Bibelforscherkreis, den Charles Taze Russell im Jahr 1870 zusammen mit seinem engsten Freund William Henry Conley, seiner Frau Sarah, seinem Vater Joseph und seiner Schwester Margaret Russell bildete.

### Charles Taze Russell

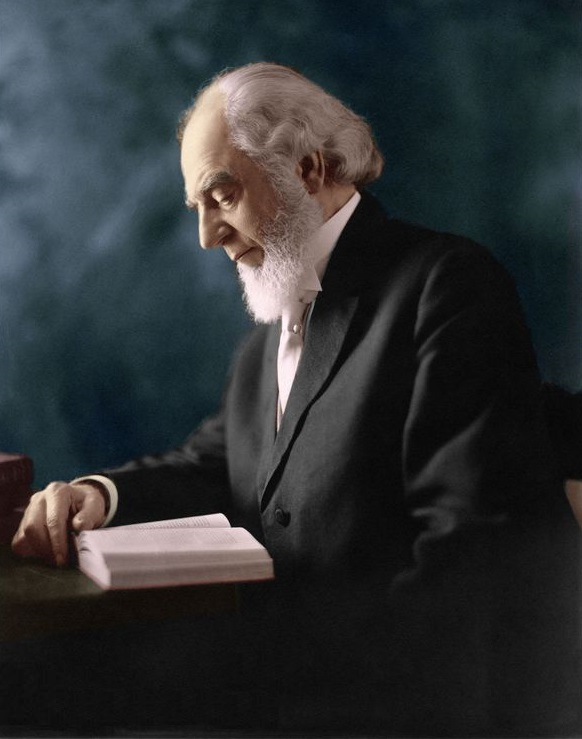
Charles Taze Russell

Russell war durch die verbreitete Lehre irritiert, dass ein Gott der Liebe viele Menschen in die Hölle schicken werde. Er wandte sich dem Bibelstudium zu. Eine theologische Ausbildung hatte er nicht.
Bis 1875 bildete er sich – gestützt auf die Bibel – die Meinung, dass:
1. es keine unsterbliche Seele gebe, jedoch die Unsterblichkeit als Gabe im himmlischen Reich gewährt werde,
2. Jesu Tod ein Loskaufsopfer für alle Menschen darstelle,
3. die Wiederkunft Christi zunächst unsichtbar erfolge, um die Seinen zu sammeln,
4. die Wiederkunft Christi nicht in erster Linie den Zweck einer Vernichtung habe, sondern einen Segen für die Menschheit bedeute.

Er schloss sich einer adventistischen Gruppe an. Ihre Erwartung einer sichtbaren Wiederkunft Christi im Jahr 1874 führte zur Enttäuschung. Im Jahr 1876 erhielt Russell eine Ausgabe der Zeitschrift Herald of the Morning, die von dem Adventisten Nelson Homer Barbour in Rochester herausgegeben wurde. Barbour überzeugte Russell, dass die „unsichtbare Wiederkunft Christi“ bereits 1874 stattgefunden habe. Russell unterstützte die Zeitschrift finanziell und als redaktioneller Mitherausgeber. Außerdem gaben sie gemeinsam das Buch Three Worlds, and the Harvest of This World heraus, in dem sie die angenommene Wiederkunft Christi im Jahre 1874 erläuterten und auch ihre Ankündigung, dass nach einer 40 Jahre dauernden „Erntezeit“, also im Jahr 1914, das tausendjährige Friedensreich Gottes beginne.
Die Zusammenarbeit zwischen Barbour und Russell endete durch eine Meinungsverschiedenheit hinsichtlich des Wertes des „Loskaufsopfers“. Russell gründete eine eigene Zeitschrift, Zion’s Watch Tower and Herald of Christ’s Presence, die ab Juli 1879 mit einer Startauflage von 6000 Exemplaren erschien und noch heute als Der Wachtturm verkündigt Jehovas Königreich erscheint. Die Gesamtauflage beträgt mittlerweile über 42 Millionen.
1881 gründete er die Zion’s Watch Tower Tract Society. Sie wurde 1884 nach den Gesetzen des Staates Pennsylvania als Körperschaft eingetragen. Die Leitung übernahm Russell selbst.
Zu seinem umfangreichen Werk zählt eine siebenteilige Buchreihe mit dem Namen Millennium-Tagesanbruch. Sie wurde 1904 in Schriftstudien umbenannt. Zu Russells Lebzeiten erschienen sechs Bände. Der abschließende siebte Band, der sich zum Teil auf das stützte, was Russell geschrieben hatte, wurde kurz nach seinem Tod veröffentlicht. Bis 1916 war eine Auflage von knapp 9,4 Millionen Exemplaren erreicht.
Als Russell im Wachtturm lehrte, dass der Neue Bund ausschließlich ins kommende Zeitalter gehöre, spalteten sich die Freien Bibelforscher 1909 von Russells Organisation ab (1. Schisma), da sie darin ein Abweichen von der biblischen Lehre sahen.

### Joseph Franklin Rutherford

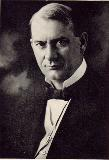
Joseph Franklin Rutherford (1869–1942)

Nachdem Russell auf der Heimfahrt von einer Vortragsreise in einem Zug verstorben war, folgte ihm am 6. Januar 1917 Joseph Franklin Rutherford als Präsident der Watch Tower Society nach. Rutherford organisierte die Bewegung zentralistisch und entdemokratisierte die Entscheidungswege. Dies führte zu einer weiteren Abspaltung, aus der die Ernsten Bibelforscher, die Laien-Heim-Missionsbewegung und die Kirche des Reiches Gottes entstanden (2. Schisma).
Auf einem Kongress 1919 kündigte er die Herausgabe einer neuen Zeitschrift mit dem Namen The Golden Age an, die heute als Erwachet! bekannt ist. Aus dieser Zeit stammen auch Voraussagen in der Wachtturm-Literatur, dass es 1925 eine Auferstehung der Patriarchen der Bibel geben würde. Im Nachhinein räumte Rutherford ein, dass er sich mit dieser Erwartung blamiert habe. Obwohl diese Prophezeiung nicht eintraf, vertrat Rutherford noch bis in die 1930er-Jahre die Ansicht, dass die Patriarchen jeden Moment zurückkommen würden, wofür er in San Diego die Villa Beth Sarim errichten ließ, die er fortan in Erwartung der Patriarchen selbst bewohnte und wo er auch starb.
Die Annahme des Namens Jehovas Zeugen im Jahr 1931 diente der Abgrenzung gegen die anderen Bibelforscher und befriedigte den Wunsch der Wachtturm-Gesellschaftsanhänger, eine biblische Basis für die Benennung ihrer Gemeinschaft zu finden. Begründet und in der publizierten Literatur thematisiert (unter anderen in Rutherfords Buch Jehova) wurde dies exegetisch mit dem Hinweis auf Jes 43,10–12 : „ihr seid meine Zeugen, ist der Ausspruch Jehovas“ (gemäß NWÜ). Heute erinnert an die alte Bezeichnung nur noch der Titel International Bible Students Association (Kurzform „IBSA“) der britischen Körperschaft.

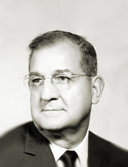
Nathan H. Knorr (1905–1977)

Nach Rutherfords Tod 1942 in Beth Sarim übernahm Nathan Homer Knorr das Amt des Präsidenten der Muttergesellschaften.

### Weitere Entwicklung nach Rutherfords Tod
Unter Knorr wurden einige edukativer Einrichtungen für die weltweite Mission gegründet. 1946 initiierte er die Arbeiten an der Neue-Welt-Übersetzung, die seit ihrer Herausgabe 1961 von Zeugen Jehovas bevorzugt verwendet wird. Unter seiner Amtszeit wurden auch die ersten Schritte unternommen, die geistliche Leitung der Zeugen Jehovas von der administrativen Leitung der verschiedenen Organisationen zu trennen, was seinen Abschluss im Jahre 2000 fand, als die letzten Glieder der „leitenden Körperschaft“ der Zeugen Jehovas ihre Ämter in der Wachtturmgesellschaft aufgaben. Nachdem Knorr am 8. Juni 1977 einem Gehirntumor erlegen war, übernahm erst Frederick Franz (1977–1992), dann Milton Henschel (1992–2000) und von 2000 bis 2014 Don A. Adams das Amt des Präsidenten. Im Unterschied zu seinen Vorgängern ist Adams kein Mitglied der Leitenden Körperschaft der Zeugen Jehovas und hat somit keine religiöse Leitungs-, sondern eine reine Verwaltungsfunktion.

## Geschichte in einzelnen Ländern

### Deutschland
Das Zentralorgan Der Wachtturm erschien erstmals 1897 in deutscher Sprache. In Deutschland gibt es seit 1903 mit Eröffnung eines Büros in Elberfeld (heute Wuppertal) eine erste organisatorische Einrichtung der Religionsgemeinschaft. 1908 wurde von Russell dort ein Zweigbüro der Wachtturm-Gesellschaft als Zentrale eröffnet. 1921 erhielt die Gemeinschaft die offizielle Rechtsfähigkeit und 1922 die förmliche Gemeinnützigkeit zugesprochen. 1923 wurde das Zweigbüro nach Magdeburg verlegt. 1926 wurde die Gemeinschaft als Internationale Bibelforscher-Vereinigung, Deutscher Zweig im Vereinsregister des Amtsgerichts Magdeburg eingetragen.

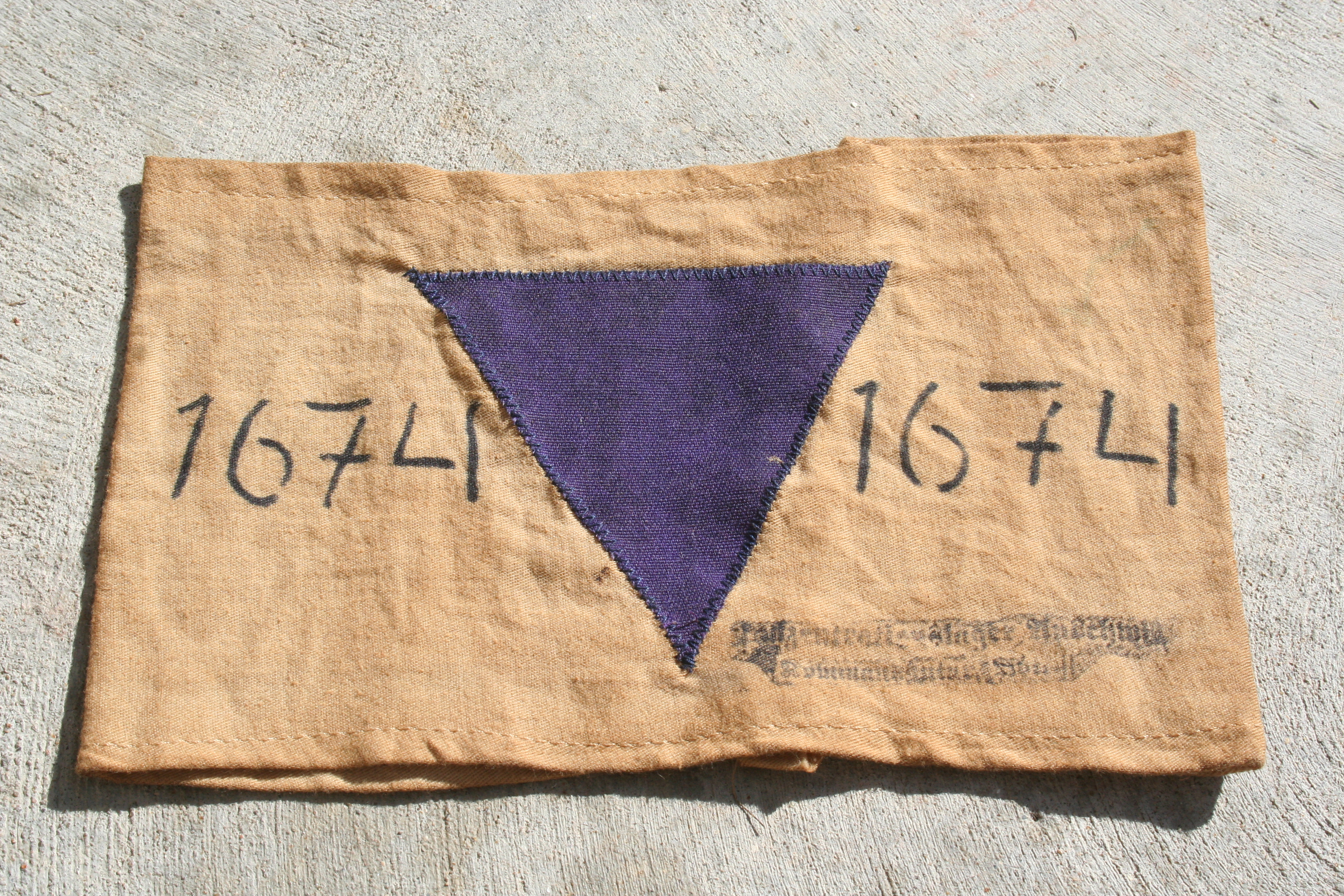
KZ-Kennzeichnung „Bibelforscher“

In der Zeit des Nationalsozialismus wurden die Zeugen Jehovas unter anderem wegen ihrer konsequenten Weigerung Kriegsdienst zu leisten, den Hitlergruß zu entbieten oder in anderer Weise am Führerkult teilzunehmen, verfolgt. Sie wurden in Konzentrationslager eingesperrt und manche kamen darin um. Zahlreiche Mitglieder der Religionsgemeinschaft, die sich weiterhin aktiv missionarisch und antimilitärisch betätigten, wurden hingerichtet. Beispielsweise wurde die Herner Krankenschwester Helene Gotthold unter anderem wegen „Wehrkraftzersetzung“ Ende 1944 in Berlin-Plötzensee enthauptet.
1946 wurde ein zusätzliches Büro in der amerikanischen Zone in Wiesbaden-Dotzheim eröffnet. In den 1980er Jahren erfolgte die Umsiedlung nach Selters mit der Errichtung eines neuen Verwaltungs- und Druckzentrums mit Bedeutung für den europäischen Raum.
Die Mitgliederschaft nahm erst nach dem Ersten Weltkrieg relevante Größe an. Im Jahre 1918 betrug die Zahl der Mitglieder ca. 5.500 und wuchs in den folgenden Zwanziger- und Dreißigerjahren auf ca. 25.000 an. Mit Ausnahme der USA gab es damals in keinem anderen Land so viele Mitglieder. Durch den Zweiten Weltkrieg, die NS-Verfolgung und die Teilung Deutschlands ging die Zahl der Mitglieder zurück. Mittlerweile ist sie auf ca. 210.000 Mitglieder angestiegen (siehe „Mitgliederzahlen“).
Die Zeugen Jehovas sind heute in Deutschland in der Religionsgemeinschaft der „Zeugen Jehovas in Deutschland“ mit Sitz in Berlin-Köpenick öffentlich-rechtlich korporiert. Sie ist rechtlich ein Zweig der Watchtower Bible and Tract Society of Pennsylvania mit Sitz in Brooklyn, New York City. Die Wachtturm-Gesellschaft in Selters im Taunus hat für die Religionsgemeinschaft die Funktion einer Verwaltungs- und Organisationseinrichtung.

#### Deutsche Demokratische Republik
Nach dem Zweiten Weltkrieg erhielten die Zeugen Jehovas zunächst eine Zulassung zur „gottesdienstlichen Betätigung“ in Magdeburg. Im August 1950 wurden sie in der DDR verboten und das Büro in Magdeburg geschlossen. Es wurde ihnen vorgeworfen, dass ihre Vereinigung „Boykotthetze“ gegen demokratische Einrichtungen betrieben habe und dass ihre Mitglieder „Spione“ einer imperialistischen Macht seien. In einem Schauprozess vom 3. und 4. Oktober 1950 zeigte die Staatsanwaltschaft als Beweisstück für staatsschädigende Tätigkeiten unter anderem von Zeugen Jehovas angefertigte „Gebietskarten“, die vermeintlich politische und militärische Strukturen der DDR dokumentierten. Die so gesammelten Daten, zusammen mit den Adressen von DDR-Funktionären und -Einrichtungen sowie Aufstellungen von Schwierigkeiten der Mitglieder mit Behörden, seien über die Magdeburger Leitung an die Zentrale nach Brooklyn, New York, übermittelt worden. Dadurch habe die „Sekte“ dem „amerikanischen Imperialismus“ in die Hände gespielt. Es resultierten hohe Zuchthausstrafen: zweimal lebenslänglich (für den Leiter der juristischen Abteilung der Wachtturmgesellschaft Willi H. aus Magdeburg und für den hauptamtlichen „Kreisdiener“ in West-Mecklenburg, Lothar W.), dreimal 15 Jahre, einmal 12, zweimal 10 und einmal 8 Jahre Zuchthaus. In der Urteilsbegründung heißt es:

„Zu den Organisationen, deren sich die ausländischen Reaktionäre zum Zwecke der Spionage und Wühlarbeit gegen die Deutsche Demokratische Republik bedienen, gehört nach der Anklage die Watch Tower and Tract Society, auch „Wachtturmgesellschaft“ genannt, mit Sitz in Brooklyn (USA) und deutschen Zweigbüros in Wiesbaden, Westberlin und Magdeburg. […] Wenn auch keine ausdrücklichen Anweisungen gegeben waren, gegen die Volkswahlen aufzutreten, so wurden doch solche Empfehlungen und Hinweise – daß man persönlich gegen die Wahl sei – in so klarer und bestimmter Art gegeben, daß jeder „Zeuge Jehovas“ sehr wohl verstand, daß er gegen die Wahl agitieren müsse, und das haben alle Angeklagten auch getan.“

Allein von 1950 bis 1955 kamen 1850 Zeugen Jehovas in den DDR-Strafvollzug. Insgesamt starben 60 inhaftierte Zeugen Jehovas infolge Misshandlung, Unterernährung, Krankheit oder hohen Alters. Es wurden zwölf lebenslange Haftstrafen ausgesprochen (später wurden sie auf 15 Jahre Haft reduziert).
DDR-Behörden versuchten vergeblich, den damaligen Leiter des Ost-Berliner Büros aus West-Berlin zu entführen. Nach Gerhard Besiers Forschungsergebnissen war die Anzahl der ostdeutschen Zeugen Jehovas bis Mitte der 1950er Jahre in etwa mit der vor dem Verbot vergleichbar. Das Ministerium für Staatssicherheit (MfS) änderte später u. a. aufgrund der offiziellen Abkehr der DDR-Politik vom Stalinismus die Vorgehensweise. Es wurde nun versucht, die Gemeinschaft mit eingeschleusten Personen zu unterwandern, um sie so von innen heraus zu „zersetzen“ (Stasi-Jargon).
Das MfS beabsichtigte, das Vertrauen in die Leitung der Zeugen Jehovas durch Briefe und ab 1965 durch die eigens herausgegebene Zeitschrift „Christliche Verantwortung“ zu erschüttern. Dieses nicht in der offiziellen Postzeitungsliste der DDR nachgewiesene Blatt stand Interessenten in Ost und West auf Anfrage zur Verfügung. Darüber hinaus erhielten es etliche Zeugen Jehovas in der DDR und in der Bundesrepublik Deutschland als ungebetene Zusendung. Diese gezielte Streuung von Desinformation zielte bewusst auch auf West-Deutschland, da man wusste, dass von dort die größte Unterstützung für die Zeugen Jehovas in der DDR kam. Ab 1967 wurde kein Mitglied der Religionsgemeinschaft mehr wegen seiner Missionstätigkeit von Strafgerichten verurteilt. Der illegale Predigtdienst und die Verbreitung von Zeitschriften wurden seitdem als Ordnungswidrigkeit geahndet. Von 1962 bis 1985 wurden Zeugen Jehovas jedoch wegen ihrer fortgesetzten Weigerung, Wehrdienst zu leisten, zu Haftstrafen verurteilt. Bis 1987 betraf dies 2750 Personen. Noch kurz vor dem Zusammenbruch der DDR verhängten die Behörden wegen verbotenen Predigens Geldbußen bis zu 1000 Mark.
Das 1978 eingeführte Pflichtfach „Wehrunterricht“ brachte junge Zeugen Jehovas in Bedrängnis. Vielen wurde wegen staatsfeindlicher Äußerungen eine berufliche und schulische Weiterbildung verwehrt.
Insgesamt kamen bis zum Ende der DDR-Zeit über 5000 Zeugen Jehovas in Justizvollzugsanstalten und Haftarbeitslager. Ein Teil der Betroffenen waren „Doppeltverfolgte“: etwa 325 aktive Mitglieder waren bereits im Nationalsozialismus in Konzentrationslagern oder Gefängnissen eingesperrt.
Einige Monate nach dem Fall der Berliner Mauer wurden die Zeugen Jehovas am 14. März 1990 in der DDR staatlich anerkannt.

#### Das Verfahren zur Anerkennung einer Körperschaft des öffentlichen Rechts
Nach einem 15-jährigen Rechtsstreit wurde 2005 vom Oberverwaltungsgericht Berlin entschieden, dass der Anspruch auf Verleihung des Status einer Körperschaft des öffentlichen Rechts (KdöR) in Berlin bestehe.
Diese Anerkennung als Körperschaft des öffentlichen Rechts wurde vom Land Berlin bis zum 10. Februar 2006 mit der Begründung abgelehnt, den Zeugen Jehovas würde es an der für die Anerkennung erforderlichen Rechts- und Staatstreue fehlen (das Grundgesetz fordert dies nicht explizit).
Zuvor kam es am 24. März 2005 zum Urteil des Oberverwaltungsgerichtes Berlin, wonach die Zeugen Jehovas in Deutschland die Voraussetzungen zur Verleihung der Rechte einer Körperschaft des öffentlichen Rechts mit allen damit verbundenen Rechten erfüllen und vom Land Berlin deshalb anerkannt werden müssen. Das Gericht sah den Vorwurf der mangelnden Rechtstreue als nicht bewiesen an. Eine vom Berliner Senat beim Bundesverwaltungsgericht eingereichte Nichtzulassungsbeschwerde wurde am 1. Februar 2006 abgelehnt.
Die Vertreter der Zeugen Jehovas waren zu einem Vergleich mit dem Land Berlin bereit, den das zuständige Gericht vorgeschlagen hatte. Gegenstand des Vergleichs war die Zuerkennung des gewünschten Status bei gleichzeitigem Verzicht der Religionsgemeinschaft auf die meisten mit diesem Status verbundenen Rechte, wie beispielsweise das Recht, Religionsunterricht an staatlichen Schulen durchführen zu können, eigene Kindergärten einzurichten oder durch den Staat eine Kirchensteuer einziehen lassen zu dürfen. Dieser Vergleich wurde vom Land Berlin zurückgewiesen, so dass aus Sicht der Vertreter der Zeugen Jehovas eine Weiterführung des Gerichtsprozesses unumgänglich war. Am 13. Juni 2006 wurden der Religionsgemeinschaft der Zeugen Jehovas, mit dem Hauptsitz in Berlin, die Rechte einer KdöR durch den Berliner Senat verliehen. Dem folgten elf Bundesländer, während Baden-Württemberg per Kabinettsbeschluss, Rheinland-Pfalz und Bremen zwischen Dezember 2010 und Mai 2011 die Anerkennung als Körperschaft des öffentlichen Rechts verweigerten. Die Frage der Anerkennung in NRW und Bremen gilt deshalb als besonders schwierig, weil nicht wie in den übrigen Bundesländern die Verwaltung, sondern der Landtag bzw. die Bürgerschaft für die Anerkennung religiöser Körperschaften öffentlichen Rechts zuständig sind. Der Ablehnungsbescheid von Rheinland-Pfalz wurde vom Verwaltungsgericht Mainz zurückgewiesen. Gegen die Entscheidung Baden-Württembergs hat die Gemeinschaft beim Verwaltungsgericht Klage eingereicht, welche im beiderseitigen Einverständnis ruht, bis eine Entscheidung beim Bundesverfassungsgericht bezüglich Bremens gefallen ist. Das Bundesverfassungsgericht konnte in Bezug auf die Ablehnung in Bremen direkt angerufen werden, da hier nicht die Verwaltung für die Vergabe verantwortlich war. Am 30. Juni 2015 konnten die Zeugen Jehovas einen Teilerfolg erringen: Das Gericht entschied, dass die Verleihung des Körperschaftsstatus an Religionsgemeinschaften durch ein Landesgesetz gegen den Grundsatz der Gewaltenteilung verstoße. Ob die Zeugen Jehovas einen Anspruch auf Anerkennung haben, entschied das Gericht nicht. Der Richterspruch hat für Bremen zur Folge, dass die Verfassung geändert und ein Verwaltungsverfahren eingeführt werden muss. Am 16. November 2015 gab das Baden-Württembergische Kultusministerium in einer Pressemitteilung bekannt, dass den Zeugen Jehovas für das Gebiet des Landes Baden-Württemberg die Anerkennung als „Körperschaft öffentlichen Rechts“ gewährt wurde.
Gestützt auf ihren Status verlangen sie auch zunehmend gleichberechtigten Zugang zu Sendungen im öffentlich-rechtlichen Rundfunk. Während der Bayerische Rundfunk regelmäßig Sendezeit im Frühprogramm des Radioprogramms Bayern 2 zur Verfügung stellt, hat die Deutsche Welle im Herbst 2010 einen Antrag der Zeugen Jehovas auf Sendezeit gemäß § 17 Deutsche-Welle-Gesetz wegen der fehlenden Anerkennung in einigen Bundesländern abgelehnt.

### Österreich
Die Zeugen Jehovas bezeichnen das Jahr 1911 als Beginn ihrer Präsenz in Österreich, als Russell zu einem Vortrag Wien besuchte.
Bei einer Veranstaltung am 27. Oktober 1921 erschienen etwa 2000 Personen, ab dann wurden laufend Vorträge gehalten, ab Februar 1922 auch in anderen Städten des Bundesgebietes. Das erste ständige Büro der Zeugen Jehovas wurde 1923 eröffnet, Ende 1930 erfolgte eine behördliche Eintragung als „Verein zur Verbreitung der Bibel und bibelerklärender Literatur“.
Schon 1935 wurde dieser Verein behördlich wieder aufgelöst, öffentliche Versammlungen wurden verboten. Im Jahre 1938 gab es etwa 550 aktive Mitglieder.
In den Jahren 1938–1945 waren die Zeugen Jehovas wie in Deutschland der Verfolgung ausgesetzt, etwa ein Viertel kam in der Haft um oder wurde hingerichtet.
Nach dem Krieg, im Jahre 1947, erfolgte die Eintragung der „Wachtturm-Gesellschaft“ als Verein und im September 1978 stellte sie einen Antrag zur Anerkennung als Religionsgemeinschaft in Österreich.
Das Bekenntnisgemeinschaftengesetz von 1998 verfolgte das Ziel, religiöse Glaubensgemeinschaften von politischen Gruppierungen mit Gefährdungspotential abzugrenzen. Am 11. Juli 1998 wurden Jehovas Zeugen in Österreich als „staatlich eingetragene religiöse Bekenntnisgemeinschaft“ anerkannt, und nach langem Streit und einer Diskriminierungsklage beim
Europäischen Gerichtshof für Menschenrechte (EGMR)
sind sie seit 7. Mai 2009 auch als Religionsgesellschaft anerkannt.
Im Jahre 2008 bekannten sich 20.723 Personen als zugehörig, es gab 296 Versammlungen (Gemeinden) mit jeweils 50 bis 120 Mitgliedern.

#### Das Verfahren zur Anerkennung einer öffentlich-rechtlichen Körperschaft
Gemäß dem Anerkennungsgesetz (AnerkG) wurde im September 1978 von den Zeugen Jehovas in Österreich beim Bundesministerium für Unterricht und Kunst die Anerkennung als Religionsgemeinschaft beantragt. Nachdem das Ministerium untätig blieb und weder einen Anerkennungs- noch einen Ablehnungsbescheid versandte, wurde der Antrag am 22. Juni 1987 erneut gestellt. Den Zeugen Jehovas wurde mitgeteilt, „dass nach dem AnerkennungsG kein subjektives Recht auf eine Erledigung in Form eines Bescheids bestehe“. Nachdem mehrere Beschwerden vor dem österreichischen Höchstgerichten erfolglos blieben, urteilte der österreichische Verfassungsgerichtshof (VfGH) am 4. Oktober 1995, dass gemäß dem Anerkennungsgesetz eine religiöse Gemeinschaft „bei Vorliegen der gesetzlichen Voraussetzungen ein subjektives Recht auf Anerkennung als Religionsgesellschaft habe“. Dies bedeutet ebenfalls, dass eine negative Entscheidung in einer Bescheidform zugehen muss. Dieser Ansicht schloss sich der österreichische Verwaltungsgerichtshof (VwGH) am 28. April 1997 an. Daraufhin wies das Bundesministerium für Unterricht, Sport und Kunst den Antrag am 21. Juli 1997 auf Anerkennung mit der Begründung ab, dass die Zeugen Jehovas wegen ihrer unklaren internen Organisationsstruktur und ihrer negativen Einstellung gegenüber dem Staat und dessen Institutionen nicht anerkannt werden können. Dieser Bescheid wurde durch den österreichischen Verfassungsgerichtshof am 11. März 1998 wegen „gravierender Verfahrensfehler und willkürlichen Verhaltens“ des Bundesministeriums aufgehoben und die Angelegenheit zur erneuten Entscheidung an das Bundesministerium zurückgegeben. Zwischenzeitlich wurde von den Zeugen Jehovas am 27. Februar 1998 eine erste Beschwerde beim Europäischen Gerichtshof für Menschenrechte (EGMR) wegen der jahrzehntelangen Verzögerung der Anerkennung als Religionsgemeinschaft eingereicht, die am 5. Juli 2005 zugelassen wurde.
Da zum 10. Januar 1998 in Österreich das Bundesgesetz über die Rechtspersönlichkeit von religiösen Bekenntnisgemeinschaften (BekGG) in Kraft gesetzt wurde, musste aus Sicht des Bundesministeriums der Antrag auf Anerkennung gemäß § 11 Abs. 2 BeKGG geprüft werden, was am 20. Juli 1998 dazu führte, dass die Zeugen Jehovas gemäß § 2 Abs. 1 BekGG den Status der Rechtspersönlichkeit erworben haben und als Bekenntnisgemeinschaft eingetragen wurden. Ab diesem Zeitpunkt waren die Zeugen Jehovas berechtigt, sich selbst als staatlich eingetragene religiöse Bekenntnisgemeinschaft zu bezeichnen. Da diese Anerkennung nicht die Anforderung für einen klaren Rechtsstatus erfüllt, welcher die Stellung einer öffentlich-rechtlichen Körperschaft im Sinne des Anerkennungsgesetzes vermittelt, stellten die Zeugen Jehovas am 22. Juli 1998 erneut einen Antrag auf Anerkennung als gesetzliche Religionsgesellschaft im Sinne des Anerkennungsgesetzes. Dieser Antrag wurde wiederholt vom Bundesministerium am 1. Dezember 1998 abgewiesen. Begründet wurde die Abweisung damit, dass eine religiöse Bekenntnisgemeinschaft nach § 11 Abs. 1 BekGG nur dann gesetzlich anerkannt werden könne, wenn sie mindestens zehn Jahre als religiöse Bekenntnisgemeinschaft mit Rechtspersönlichkeit bestanden habe und diese Voraussetzung zum Zeitpunkt der Antragstellung nicht erfüllt gewesen sei. Gegen diese Entscheidung erhoben die Zeugen Jehovas Beschwerde vor dem österreichischen Verfassungsgerichtshof; sie wurde am 14. März 2001 abgewiesen. Auf Antrag der Religionsgemeinschaft wurde die Beschwerde an den österreichischen Verwaltungsgerichtshof übergeben, welcher die Beschwerde am 14. September 2004 ebenfalls zurückwies. Da sämtliche innerstaatlichen Rechtsmittel ausgeschöpft waren, reichten die Zeugen Jehovas am 22. Mai 2005 eine weitere Beschwerde beim Europäischen Gerichtshof für Menschenrechte wegen der jahrzehntelangen Verzögerung der Anerkennung als Religionsgemeinschaft ein.
Um eine Verzögerung der Anerkennung als Religionsgemeinschaft bis zum Urteil des EGMR sowie des Ablaufs der 10-jährigen Wartefrist zum 11. Juli 2008 zu vermeiden, erneuerten die Zeugen Jehovas den Antrag beim Bundesministerium am 15. März 2007, welcher durch das Bundesministerium am 11. Juli 2007 ebenfalls abgelehnt wurde. Aufgrund des erneuten Antrages der Zeugen Jehovas vom 15. Februar 2007 hätte das Bundesministerium bis zum 11. Januar 2009 eine Entscheidung bezüglich der Anerkennung gemäß § 73 Abs. 1 Allgemeines Verwaltungsverfahrensgesetz 1991 (AVG) innerhalb der gesetzlichen Frist von 6 Monaten (ab Ablauf der 10-jährigen Wartefrist zum 11. Juli 2008) fällen müssen. Da diese Entscheidung ausblieb, wurde am 3. Februar 2009 beim österreichischen Verwaltungsgerichtshof eine Säumnisbeschwerde eingereicht.
Zwischenzeitlich urteilte der Europäische Gerichtshof für Menschenrechte über die erste Beschwerde der Zeugen Jehovas und stellte fest, dass die Republik Österreich das Recht auf ein faires Verfahren gemäß Art. 6, die Religionsfreiheit gemäß Art. 9 und das Diskriminierungsverbot gemäß Art. 14 der Konvention zum Schutze der Menschenrechte und Grundfreiheiten (EMRK) im Zuge des Anerkennungsverfahren verletzt habe. Begründet wurde das Urteil unter anderem damit, dass das Verhalten der österreichischen Regierung, z. B. durch die Verschleppung des Verfahrens, einen Eingriff in das Grundrecht auf Glaubens-, Gewissens- und Religionsfreiheit bedeutet habe und damit eine ungerechtfertigte Benachteiligung der Zeugen Jehovas vorgenommen wurde. Als erste Konsequenz musste Österreich 10.000 Euro Schadenersatz an die Zeugen Jehovas bezahlen und die Verfahrenskosten in Höhe von 42.000 Euro tragen.
Im Zuge des weiteren Verfahrens führte das Bundesministerium das Begutachtungsverfahren über die Anerkennung der Zeugen Jehovas als Religionsgemeinschaft durch. Als Religionsgemeinschaft anerkannt wurden die Zeugen Jehovas durch die Verordnung vom 7. Mai 2009.